# Strogo kontrolirani vlakovi

Strogo kontrolirani vlakovi (češki: Ostre sledované vlaky) je čehoslovački film iz 1966. redatelja Jiřía Menzela. Film je snimljen po romanu Bohumila Hrabala. 

## Radnja
Mladi čovjek, Miloš, dobio je posao čuvara na željezničkom kolodvoru na selu tijekom Drugog svjetskog rata. Njegova djevojka Máša je kondukter u vlaku koji prolazi jednom dnevno. Da je rat u tijeku primjećuje se samo po transportu vojske i vojne opreme, inače se ništa posebno ne događa. Miloš ima problem s ranom ejakulacijom i to otežava njegovu vezu s djevojkom, no jedna starija žena iz pokreta otpora mu pomaže.

## Nagrade
Godine 1968. godine film je dobio Oscara za najbolji strani film.

## Vanjske poveznice
- Strogo kontrolirani vlakovi u internetskoj bazi filmova IMDb-a